# Kraljevska palača Erriberri
Palača kraljeva Navare Erriberri  (baskijski:Erriberriko Nafarroako Erregeen Jauregia, španjolski:Palacio de los Reyes de Navarra de Olite ili Castillo de Olite ("Dvorac Olite"))  je dvorac u Navari, Španjolska. Izgrađen je tijekom 13. i 14. stoljeća u gradu Erriberri-Olite. Palača je bila jedno od sjedišta Suda Kraljevine Navare, od vladavine Karla III. "plemenitog". 
Karlo III. je u 15. stoljeću započeo s proširenjem nekadašnjeg dvorca, što je dovelo do Palače kraljeva Navare. Iako je gotovo svi zovu "dvorac", struktura je zapravo "palača", jer je izgradnja dvorskog karaktera, gdje su stambeni aspekti prevladali nad vojnim.
Jedna od najvećih atrakcija je očiti poremećaj u dizajnu. To je zato što dizajn palači nije došao od ukupnog plana, nego je rezultat proširenja i promjena koje su trajale tijekom stoljeća, iako je većina palače sagrađena u kasnom 14. stoljeću i početkom 15. stoljeća. Tadašnji kralj Navare, Karlo III. "Plemeniti", odlučio je pretvoriti postojeću palaču u trajnu kraljevsku prijestolnicu i dati joj vlastite ukrase.
Dizajn se sastoji od njegovih soba, vrtova i jaraka, okruženih visokim zidovima i okrunjenim brojnim kulama, dajući mu spektakularan i čaroban izgled. U svoje vrijeme, palača je smatrana jednom od najljepših u Europi. Mogu se jasno razlikovati dva područja: stara palača, (sada Parador Nacional de Turismo) i Nova palača. Nakon invazije na Navaru 1512. od strane tada ujedinjene krune Kastilje i Aragona, palača je počela propadati, i koristili su je samo potkraljevi koji su tamo prebivali sporadično. Stanje napuštenosti kojem je palača bila podvrgnuta izazvalo je njeno pogoršanju. Ovaj proces je kulminirao kada je spaljena od strane gerile Espoza y Mine tijekom poluotočkog rata (1813.), bojeći se da je bila utvrđena za francuske trupe. 

## Vanjske poveznice
- Castillo palacio de Olite  Arhivirana inačica izvorne stranice od 4. lipnja 2008. (Wayback Machine) at CastillosNet
- Palacio de Olite  Arhivirana inačica izvorne stranice od 28. siječnja 2007. (Wayback Machine) at Guiarte Navarra
- Palacio Real de Olite at Navarra.es
- Castillo-Palacio Real de Olite  Arhivirana inačica izvorne stranice od 24. listopada 2008. (Wayback Machine) (unofficial site)
- Fotos del Castillo de Olite (Navarra)  Arhivirana inačica izvorne stranice od 22. listopada 2014. (Wayback Machine) at EuroResidentes
- Belgian mayor had inappropriate encounter  Arhivirana inačica izvorne stranice od 27. siječnja 2012. (Wayback Machine) (at LifeToday)

42°29′02″N 01°39′00″W / 42.48389°N 1.65000°W